# Société mulhousienne des cités ouvrières

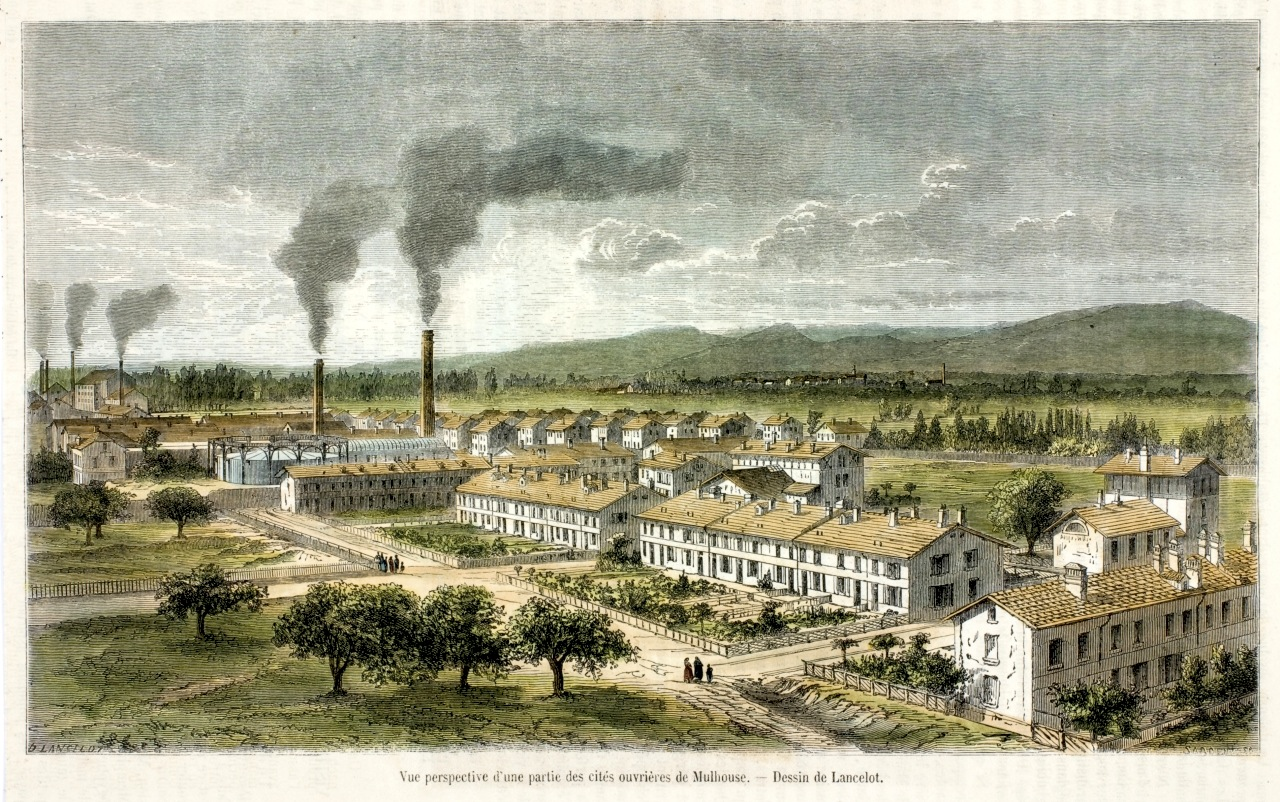
La première réalisation de la Société mulhousienne des cités ouvrières. Collections des archives de Mulhouse.

La Société mulhousienne des cités ouvrières (SOMCO) est une société d’HLM créée le 10 juin 1853 à l’initiative de Jean Dollfus, patron de Dollfus-Mieg et Compagnie pour répondre à la pression démographique due à l’essor industriel de la ville de Mulhouse et dans la logique philanthropique et paternaliste de l’époque.

## Histoire
Parmi les douze fondateurs–actionnaires de la Société mulhousienne des cités ouvrières, des Dollfus, des Koechlin, des Zuber, et quatre fabriques dont deux d’impressions sur étoffes et deux filatures.

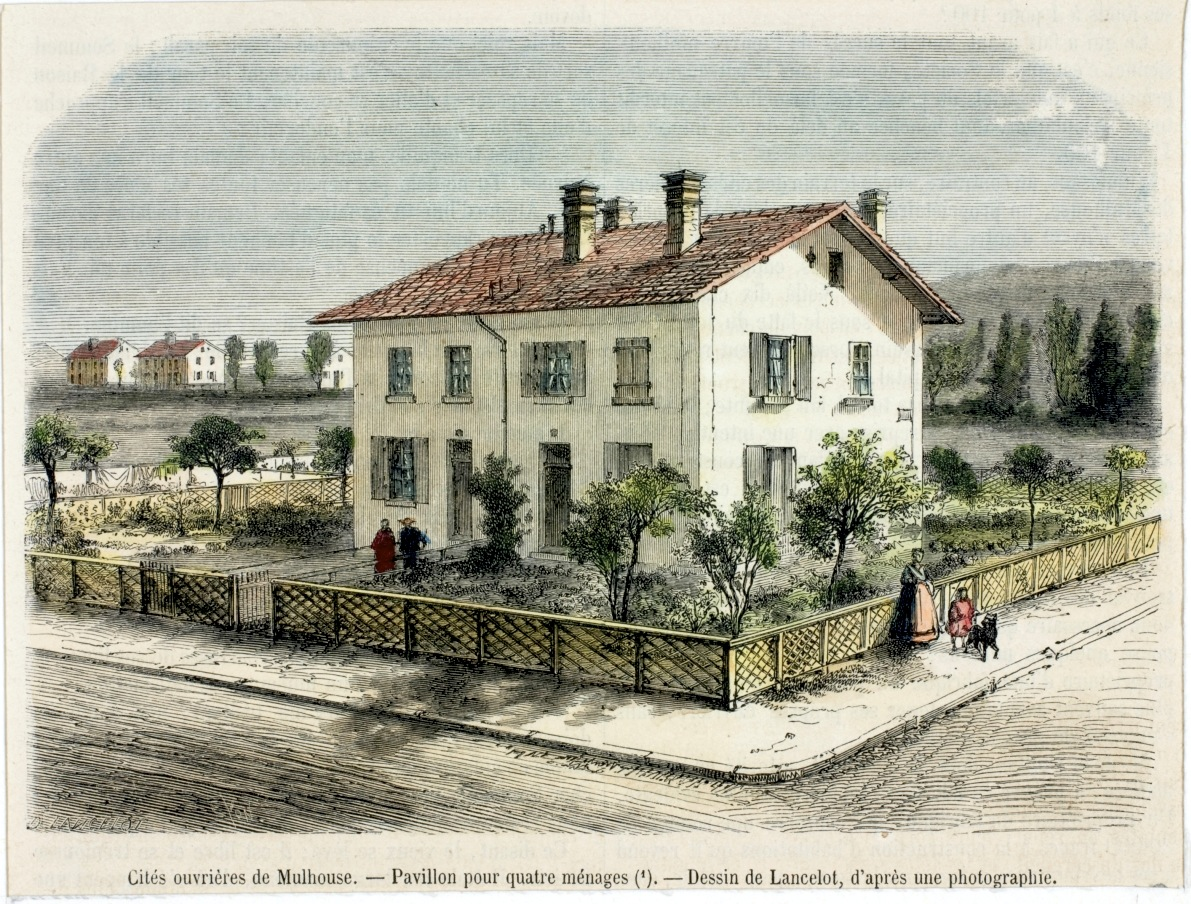
Carré mulhousien vers 1855. Collections des archives de Mulhouse.

Construite par la SOMCO dans la deuxième moitié du XIXe siècle à la périphérie nord/nord-ouest de la ville, la cité ouvrière de Mulhouse est un quartier dont les logements sont destinés en priorité aux ouvriers des filatures, mais d’autres métiers y sont représentés dans un souci d’intégration à la ville.
Le modèle d’habitation retenu est une maison accolée sur deux côtés avec un jardin appelé le carré mulhousien, et conçu par l’architecte Émile Muller.
Le système d’accession à la propriété, la location-vente, permet aux acquéreurs de devenir propriétaires du logement en quinze ans en échange d’un acompte de 250 francs minimum et d’un crédit d’environ 20 francs par mois. La société souhaite vendre les maisons au prix de revient. L’ouvrier qui n’a pas les moyens reste locataire.
Devenue société anonyme d’HLM en 1923, la SOMCO possède aujourd’hui un patrimoine immobilier qui s’étend à sur toute l’Alsace et gère environ 5 650 logements sociaux dont un ensemble de 61 logements sociaux, la Cité Manifeste, de soixante maisons de ville proposées à des loyers au barème HLM et signées par quelques grands noms et jeunes pousses de l’architecture : Jean Nouvel (AJN, Paris), Duncan Lewis Scape Architecture & Block (Angers, Nantes), Anne Lacaton et Jean-Philippe Vassal (Paris), Matthieu Poitevin et Pascal Reynaud (Art'M Architecture, Marseille), Shigeru Ban et Jean de Gastines (Paris),.